# Jean-Joseph de Paty
Jean-Joseph de Paty (1666-1723) était un corsaire français qui s'est illustré à Saint-Domingue avec l'amiral Jean-Baptiste du Casse et son successeur Joseph d'Honon de Gallifet.

## Biographie
Originaire d'une famille de la Gironde, né en 1666 à Guîtres, près de Coutras, gouverneur du Petit-Goâve à Saint-Domingue, gouverneur particulier de Léogâne, lieutenant au gouvernement général, Jean-Joseph de Paty était l'époux d'Anne Grenier. 
Lieutenant d'infanterie à 29 ans, il s'illustre dans les combats contre les espagnols, ce qui lui vaut les compliments appuyés de l'amiral Jean-Baptiste du Casse, dont il devient le voisin, l'ami et le fidèle compagnon d'armes. Sous l'autorité de son successeur Joseph d'Honon de Gallifet, Jean-Joseph de Paty a participé en 1697 à l'expédition de Carthagène, à la tête de « 110 volontaires coloniaux », assistés de "180 noirs libres".
Sa veuve Anne de Gromont, née et morte à Saint-Domingue (1691-1771), a épousé au Petit-Goâve, le 26 août 1720, Louis Marin Buttet de la Rivière, futur nommé gouverneur de la partie du Sud de Saint-Domingue, en 1745.
Sa sœur Jeanne de Paty a épousé Pierre Nadaud, dont le petit neveu Joseph Nadaud de Bel-Air arme en 1758 au Cap Français de Saint-Domingue, par ordre de "Mr. Debert général de cette isle" une corvette, le Hanovre, pour rapatrier des réfugiés du Canada.